# Institut für chemische Technologie (AdW)
Das Institut für chemische Technologie (IcT) war ein außeruniversitäres Forschungsinstitut der Akademie der Wissenschaften der DDR (AdW). Es hatte seinen Sitz im Berliner Ortsteil Berlin-Adlershof und entstand im Jahr 1980 aus einem Bereich des ebenfalls in Adlershof ansässigen Zentralinstituts für organische Chemie (ZIOC). Direktor des Instituts von der Gründung bis 1990 war Gerhard Keil, Mitglied des Forschungsrates der DDR und Leiter des Fachbereichs Chemie der Akademie. Ihm folgte im Juli 1990 Siegfried Nowak, der bis 1987 das ZIOC geleitet hatte und ab Mai 1990 Vizepräsident der Akademie und Vorsitzender der AdW-Forschungsgemeinschaft war. 
Das IcT zählte 1989 mit 158 Mitarbeitern zu den kleineren chemisch-physikalischen Instituten der AdW. Arbeitsschwerpunkt des Instituts war die chemische Forschung zur Entwicklung und Weiterentwicklung von Technologien mit hoher ökonomischer Bedeutung für die Deutsche Demokratische Republik (DDR). Dies betraf vor allem die Kohle- und Petrochemie, insbesondere Verfahren zur Nutzung von Braunkohle und Erdöl. Das Forschungsprofil des Instituts war damit nahezu ausschließlich auf anwendungsorientierte Arbeiten sowie Technologieentwicklung zur Lösung spezifischer Probleme der Industrie in der DDR und nur in sehr geringem Maß auf Grundlagenforschung ausgerichtet. Der internationale Bekanntheitsgrad und das wissenschaftliche Renommee des IcT waren dadurch auch im Vergleich zu anderen AdW-Instituten gering.
Nach der politischen Wende in der DDR und der Deutschen Wiedervereinigung wurde von der Leitung des Instituts zunächst ein Verbleib in der Forschungsgemeinschaft der Akademie vorgeschlagen, für die auch von anderen AdW-Einrichtungen eine Neuorganisation angestrebt wurde. Die später von Seiten der IcT-Gremien angeregte Übernahme durch die Fraunhofer-Gesellschaft (FhG) wurde von der FhG abgelehnt. Eine 1990/1991 erfolgte Evaluierung durch den Wissenschaftsrat fiel aus qualitativen und strukturellen Gründen negativ aus, so dass im Gutachten des Wissenschaftsrats die Weiterführung des Instituts nicht empfohlen wurde. In der Folgezeit wurde eine Arbeitsgruppe des IcT in die Bundesanstalt für Materialforschung und -prüfung integriert. Darüber hinaus wurden einige Mitarbeiter in die am Standort Adlershof als Nachfolgeeinrichtungen der chemischen AdW-Zentralinstitute gegründeten Chemiezentren und in die Förderung des Wissenschaftler-Integrations-Programms übernommen, ein kleiner Teil gründete unter der Leitung von Siegfried Nowak mit dem Institut für Technische Chemie und Umweltschutz eine privatwirtschaftlich organisierte Einrichtung.